# Spettekaka

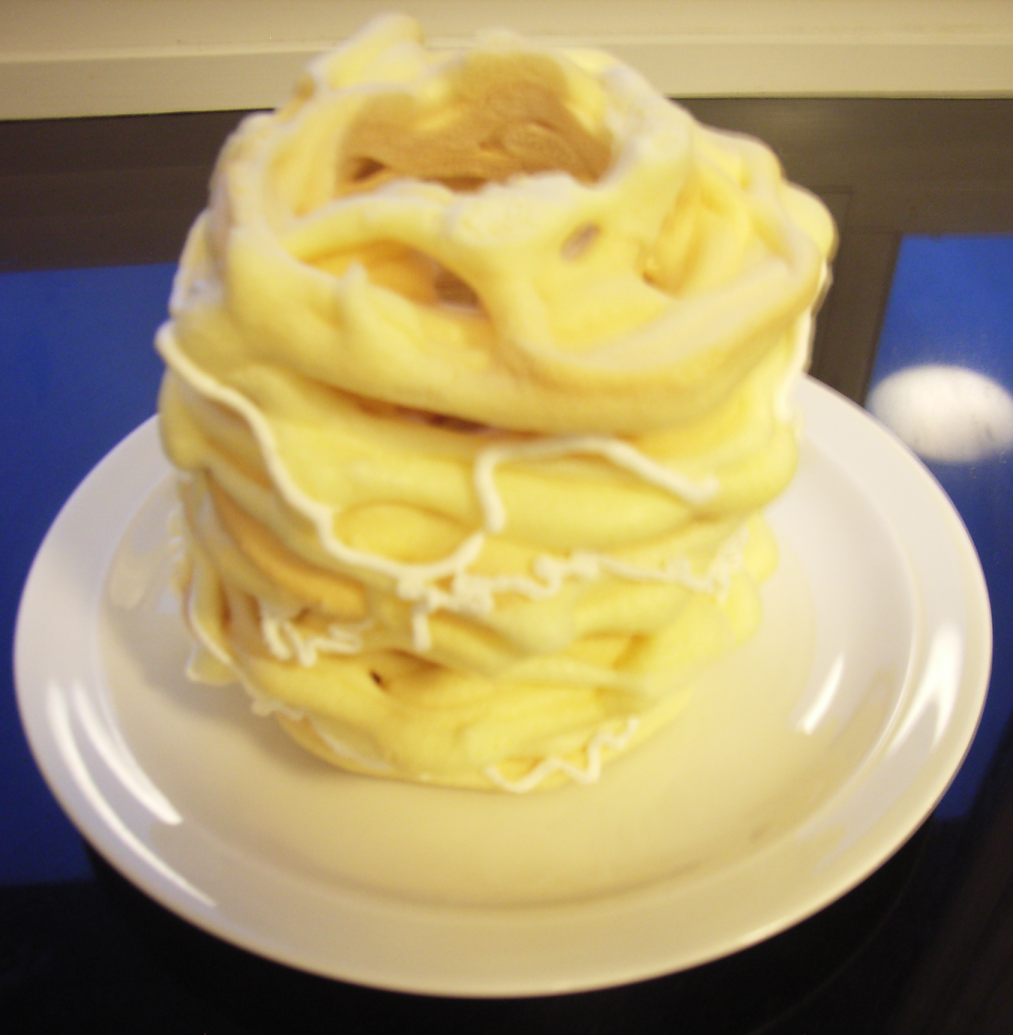
Un spettekaka pequeño.

El spettekaka (‘pastel en espetón’) es un postre regional del sur de Suecia, presente en la provincia de Escania, aunque también en Halland. Juega un papel importante en el patrimonio cultural de la zona.
La mezcla consiste básicamente en huevo, harina de patata y azúcar, que se pone en un pincho y se cocina girándolo sobre el fuego, lo que hace muy seco al postre. Entonces se envuelve en una bolsa de plástico sellada para conservarlo. Para mantenerlo crujiente, el dulce debe desenvolverse junto en el momento de servirlo. El tamaño del spettekaka va desde unos centímetros hasta cerca de 1 m de alto y sobre unos 30 cm de diámetro. En el caso de los mayores, se cortan rectángulos del pastel procurando que el resto quede de pie.
Se sirve acompañado de café tostado, helado de vainilla y oporto. Se usa una cuchilla limpia para cortar suavemente el postre en porciones individuales, pues de otra forma se desmigajaría.
El Skånsk spettkaka es una Indicación Geográfica protegida por la Unión Europea.